# 3-тя ударна армія (СРСР)
Тре́тя уда́рна а́рмія (3 УдА) — загальновійськова армія у складі Збройних сил СРСР під час німецько-радянської війни.

## Історія

### Командування
- Командувачі:
  - генерал-лейтенант Пуркаєв М. А. (грудень 1941 — серпень 1942);
  - генерал-майор, з січня 1943 — генерал-лейтенант Галицький К. М. (вересень 1942 — листопад 1943);
  - генерал-полковник Чибісов Н. Є. (листопад 1943 — квітень 1944);
  - генерал-лейтенант Юшкевич В. О. (квітень — серпень 1944);
  - генерал-лейтенант Герасимов М. Н. (серпень — жовтень 1944);
  - генерал-майор Симоняк М. П. (жовтень 1944 — березень 1945);
  - генерал-полковник Кузнецов В. І. (березень 1945 — до кінця війни).